# Marie-Claire Restoux
Marie-Claire Restoux, née le 9 avril 1968 à La Rochefoucauld (Charente), est une judoka et femme politique française. 
Marie-Claire Restoux grandit dans un milieu modeste. Elle obtient son baccalauréat en 1986 en section sport-études. Ensuite, elle étudie à la faculté de Poitiers en géographie jusqu'à sa maîtrise, dont le sujet est « les migrations internationales dans le sport de haut niveau ». Elle est mère d'une petite fille depuis 2005. Elle s'entraîne aujourd'hui a l'USVA Ville d'Avray.

## Carrière sportive
Marie-Claire Restoux découvre le judo à l'âge de 10 ans à Montbron, dans sa Charente natale.
Après deux défaites et une sortie prématurée lors des championnats d'Europe à Gdansk en 1994, Laëtitia Tignola prend sa place dans la catégorie des moins de 52 kg. Après la blessure de Laëtitia Tignola, Marie-Claire Restoux est sélectionnée pour les championnats du monde de Chiba (Japon) en 1995, où elle remporte l'or. Elle devient ensuite championne olympique de judo lors des Jeux olympiques d'Atlanta et de nouveau championne du monde en 1997. En 2000, elle est remplaçante, amère,, de Laëtitia Tignola aux Jeux de Sydney.
Elle occupe ensuite un poste au sein du comité fondateur du Comité Paris 2012 pour les JO 2012.
En juillet 2002, elle remplace Jean-François Lamour (qui devient alors ministre des Sports) au sein du cabinet de l'Élysée, en tant que conseillère pour les sports. 
Elle est ceinture blanche-rouge 7e dan depuis le 28 novembre 2013.

## Vie professionnelle
Elle est directrice territoriale des Hauts-de-Seine pour GRDF.

## Clubs
- Levallois Sporting Club de 1991 à 2002
- ASJJ Clichy depuis septembre 2007 à 2013
- USVA Ville d'avray depuis novembre 2013

## Palmarès
- Jeux olympiques
  -  médaille d'or aux Jeux olympiques d'été de 1996 ( -52 kg )
- Championnats du monde de judo
  -  médaille d'or aux championnats du monde de judo 1997 ( -52 kg )
  -  médaille d'or aux championnats du monde de judo 1995 ( -52 kg )
  -  médaille de bronze aux championnats du monde de judo 1999  ( -52 kg )
- Championnats d'Europe de judo
  -  médaille de bronze aux championnats d'Europe de 1998 ( -52 kg )
  -  médaille de bronze aux championnats d'Europe de 1997 ( -52 kg )
  -  médaille de bronze aux championnats d'Europe de 1996 ( -52 kg )

## Carrière politique
Marie-Claire Restoux est élue en mars 2001 adjointe au maire de Levallois-Perret, chargée des sports. Elle quitte cette fonction en 2002 afin d’assurer sa tâche de conseillère technique au cabinet du président de la République.
Elle est membre de l’UMP depuis 2005. En juin 2007, elle est élue suppléante à l'Assemblée nationale de Patrick Balkany, député-maire de Levallois-Perret, dans la 5e circonscription des Hauts-de-Seine. Elle est élue conseillère municipale d'opposition UMP à Clichy en mars 2008. Le 29 mars 2010, elle renonce à sa fonction de député suppléant, accusant Patrick Balkany entre autres d'avances sexuelles répétées à son endroit et de mainmise sur l'UMP à Clichy,.
En mars 2014, Marie-Claire Restoux est élue à Ville-d'Avray dans l'équipe de Denis Badré en tant qu'adjointe au maire chargée des sports, de la jeunesse et des loisirs.

## Autre
- 1998 : Participation au rallye Dakar en tant que copilote de Sylviane Goutaland sur Nissan Patrol[7],[8].